# Malcolm Adiseshiah
Pour les articles homonymes, voir Malcolm.
 (janvier 2015).
Malcolm Sathiyanathan Adiseshiah est un pédagogue indien, né à Vellore en Inde du Sud le 18 avril 1910 et mort le 21 novembre 1994 à Madras.
Pendant la période postcoloniale, Adiseshiah défendit l’éducation comme un facteur vital du développement socio-économique. 
Dans les années qui suivirent la guerre, estimant non seulement que l’éducation ne recevait pas une part équitable des ressources nationales et de l’aide internationale destinée à la mise en place et au développement d’institutions, mais que les dirigeants des pays nouvellement indépendants faisaient leur la notion superficielle de l’éducation dont ils avaient hérité, il souligna l’importance croissante que l’éducation revêtait pour l’édification d’une nation. Il agit sur la pensée des banquiers et de ceux qui fournissaient une aide, comme sur celle des bénéficiaires de cette aide ; il modifia la façon dont était perçu « le rôle de l’homme dans le développement », expression qu’il utilisait souvent et qu’il rendit célèbre.
Adiseshiah proclama que l’éducation jouait un rôle qui transcendait ces paramètres limités et qu’elle constituait un service public déterminant pour l’éradication de la pauvreté et pour la croissance socioéconomique. Aux postes de haute responsabilité qu’il occupa à l’Unesco au cours des années 1950 et 1960, il se rendit célèbre par sa thèse selon laquelle l’éducation pouvait apporter une contribution décisive au développement socio-économique du tiers monde.

## Biographie
Né dans la ville de Vellore en Inde du Sud, il est le fils d'un professeur de philosophie. Sa mère fut la première femme à siéger au conseil municipal de Vellore et à présider le club féminin de Vellore. 
Après huit années d’études universitaires à Madras, à la London School of Economics et à Cambridge, Malcolm Adiseshiah enseigne pendant dix ans l’économie à Calcutta et à Madras avant d’entrer à l’UNESCO. C’est l’époque où John Maynard Keynes ébranlait les fondements traditionnels de l’économie. Frais émoulu de ses études auprès de Keynes, Adiseshiah enseigne la macro-économie et les causes du chômage prolongé à ses étudiants de licence du Christian College de Madras. Il enseigne l’importance du secteur agricole, montrant que, dans un pays comme l’Inde, la croissance économique repose sur le développement de l’agriculture et que l’industrialisation ne peut être réalisée sans une rupture avec l’économie de subsistance. 
Les archives de l’UNESCO contiennent 118 fichiers d’écrits d’Adiseshiah, ce qui doit représenter à peu près 48 000 pages. Ses deux de ses principaux domaines d’action à l’UNESCO sont : En premier lieu, le travail de pionnier que furent le lancement et la mise au point de projets d’assistance technique dans le tiers monde et, en second lieu, les huit années où il exerça les fonctions de directeur général adjoint. À soixante ans, il retourne en Inde, pour y promouvoir le développement socio-économique de son pays. Il fonde l’Institut d’études du développement de Madras (MIDS). Le MIDS devient rapidement un centre de recherche pour l’État du Tamil Nadu et pour l’Inde.
Au cours des premières années du MIDS, il dirige un certain nombre d’études sur le Tamil Nadu rural : l’économie de la culture sèche, de la réforme agraire, de l’irrigation, de l’emploi rural et du logement rural. Il institue en 1971, avec le concours du Conseil indien de recherche en sciences sociales, un programme de formation de six semaines en méthodologie de la recherche à l’intention des étudiants du doctorat en économie de toutes les universités de l’Inde du Sud. 
Il organise ensuite un programme spécial de formation pour les directeurs d’études de doctorat. Ces activités donnent lieu à la publication d’un guide, A guide to research in economics, considéré aujourd’hui, en matière de recherche économique, comme un ouvrage de référence dans les universités indiennes[réf. nécessaire]. Dans le cadre des programmes du MIDS nouvellement créé, Adiseshiah, en sa qualité de fondateur-directeur, lance une série de séminaires mensuels destinés à servir de tribune publique pour des discussions sérieuses sur des questions socio-économiques variées. 
Le MIDS publie tous les mois une lettre d’information, le Bulletin, qui reproduit le document établi pour le séminaire mensuel ainsi qu’un compte rendu des débats auxquels il assure ainsi une plus large diffusion. Mais, le Bulletin sert davantage encore de référence avec ses éditoriaux de vingt-cinq pages qu’Adiseshiah écrit jusqu’à la fin de sa vie[non neutre]. Il s’agit d’un commentaire mensuel factuel sur les facteurs économiques, éducatifs et sociaux relatifs au Tamil Nadu, à l’Inde et aux affaires internationales.
En plus de son travail au MIDS, Adiseshiah est membre en 1972 de la Commission de planification de l’État du Tamil Nadu nouvellement créée ; de 1975 à 1978, il est le vice-chancelier de l’Université de Madras et, de 1978 à 1984, membre du Parlement. Il est aussi membre du Conseil consultatif central de l’éducation, du Conseil indien de la recherche en sciences sociales, du Conseil national de formation des maîtres et président de l’Association économique indienne. Il dirige la publication d’un certain nombre d’ouvrages, notamment Science in the battle against poverty [La science dans la bataille contre la pauvreté] et Towards a learning society [Vers une société étudiante]. Il est l’auteur de deux livres sur l’importance socio-économique de l’éducation : Que mon pays s’éveille (1970) et Il est temps de passer à l’action (1972). Quinze universités de l’Inde et d’autres pays lui conférèrent un doctorat honoris causa[réf. nécessaire].
À sa mort, il légue tous ses biens à l’Institut des études sur le développement de Madras qu’il avait fondé, une partie étant destinée à la création d’un fonds spécial pour l’enseignement et la recherche en économie[réf. nécessaire].

## L’économie du développement
Adiseshiah s’est principalement attaché au rôle de l’éducation comme facteur premier de promotion économique et sociale, et il n’a jamais cessé de mettre l’accent sur le rapport positif existant entre l’éducation et le développement. Ayant soumis l’éducation aux rigueurs de la théorie économique, il la fit apparaître sous un jour nouveau comme condition préalable du progrès économique tant aux yeux des donateurs de l’aide qu’à ceux de ses bénéficiaires. 
L’éducation était l’obsession d’Adiseshiah et l’économie son cadre conceptuel. L’éducation étant ainsi considérée comme un facteur essentiel de la croissance économique globale, elle se voyait attribuer une position prioritaire dans les plans de développement, dans l’élimination des barrières financières et dans l’attention accrue accordée à la planification de l’éducation. Pour bien saisir ce changement de perspective en matière d’éducation, il convient d’examiner les racines de l’approche méthodologique d’Adiseshiah et les outils économiques dont il s’est servi dans son analyse des questions de développement auxquelles il a dû faire face dans les pays en développement qui accédaient à l’indépendance.
Bien qu’il maîtrisât la théorie économique, Adiseshiah ne voulait pas lui-même être un théoricien. Ce qui l’intéressait, c’était la dynamique de la vie et de la société. Pour lui, aucune théorie économique n’avait le monopole de la vérité. C’est ainsi qu’il écrivait : 
« L’écorce extérieure du bien-être a été recouverte de bien des couches successives, mais le noyau qu’elle renferme est demeuré intact. Il domine l’analyse économique au point de se confondre avec la trame du tissu économique. Il prend le nom de richesse (Adam Smith, H. Sidgwick), de plaisir et de bonheur (J. Bentham), d’utilité (A.C. Pigou), de valeur et de prix (D. Ricardo), de monnaie ou de revenu réel (J. M. Keynes), d’ophélimité ou de combinaison préférée ou choisie (V. Pareto, D. Little), de réalisation esthétique (K. Marx), d’état d’équilibre ou d’un état d’équilibre (L. Walras, A. Marshall), d’optimum ou d’un optimum (A. Bergson) et enfin de développement et de croissance (W. W. Rostow, A. Lewis, H. Myint) ».
Il insistait également sur « la nécessité de tenir compte des aspects de la dynamique de la vie et de la société qui ne sont pas du ressort de l’économiste ».
Adiseshiah avait des idées très arrêtées sur ce qui l’intéressait personnellement. Son but était d’aider les pays en développement, de même que la communauté internationale, à appréhender l’importance de l’éducation en tant qu’agent du développement économique sans lequel aucun développement n’était possible. Il voulait montrer les rapports existant entre éducation, productivité et revenu. Il recourait aux outils analytiques de l’économie pour démontrer que l’augmentation des revenus des travailleurs pauvres était la stratégie la plus efficace à suivre dans le contexte multiforme du développement durable et que le meilleur moyen d’y parvenir était d’améliorer les prestations des services publics, en particulier dans le domaine de l’éducation et de la santé. Il s’employait à empêcher l’aide au développement de tomber dans le très dangereux piège du développement matériel, au mépris de la mise en valeur des ressources humaines, ce qui était la tendance de la politique de financement de la Banque mondiale au cours de ses premières années d’existence. Il y voyait un détournement du financement qui rendait plus riches les riches du tiers monde aux dépens de la majorité pauvre. Il voyait dans la montée des inégalités le plus grand danger à menacer les pays en développement. Il écrivait :
« L’une [de ces opinions] est que la pauvreté, qui est le principal résultat de l’inégalité, est une vertu. Cette opinion, que soutiennent habituellement les nantis de notre société, pousse quelques-uns d’entre eux à faire vœu de pauvreté [...]. Les pauvres considèrent leur pauvreté non comme une vertu mais comme un mal. C’est le riche qui chante les louanges de la pauvreté [...]. Si la pauvreté était une vertu, tous les hommes devraient être pauvres [...]. L’inégalité est éthiquement mauvaise, socialement injuste et économiquement non optimale ».
Ainsi, la montée des inégalités qu’Adiseshiah observait dans les premiers stades du développement était due à un certain nombre de facteurs humains, et l’aspect « économiquement non optimal » de l’inégalité en était la dimension économique. En 1974, la Banque mondiale et le Sussex Institute of Development Studies avaient publié conjointement une série d’articles intitulée Redistribution with growth. Reconnaissant qu’un arbitrage entre croissance et équité était inévitable, le rapport étudiait en détail les types d’utilisation des ressources redistribuées qui minimiseraient le dilemme croissance/équité. Le rapport était destiné à fournir une base théorique pour une approche nouvelle des politiques de développement. S’opposant à cette conception, Adiseshiah resta fidèle à son opinion selon laquelle la stratégie correcte de développement pour le tiers monde n’entraînerait pas d’aggravation des inégalités. Le progrès, estimait-il, devait conduire à une société équitable et non à l’accentuation de différences excessives de revenu et à l’émergence d’une minorité inamovible de privilégiés ; en fait, la croissance économique ne pouvait être durable que si elle s’accompagnait de changements structurels favorisant l’équité.
Lorsque la première phase du développement industriel fondé sur le remplacement des importations marqua un ralentissement en Inde, Adiseshiah fit valoir que le seul moyen de susciter la demande nécessaire à la relance de l’industrialisation était de commencer à relever la production et les revenus dans le secteur qui représentait encore la majorité de la population et la majorité des pauvres, à savoir l’agriculture. Il fallait, selon lui, jeter les bases d’une expansion régulière de la demande émanant des secteurs ruraux. L’industrie devait être au service de l’agriculture et lui fournir les moyens de production améliorés et l’équipement dont elle avait besoin. Pour lui, il n’était pas question, dans un grand pays en développement comme l’Inde, d’arbitrer entre croissance et équité aussi longtemps que le processus de développement garantissait une répartition efficace des ressources disponibles entre les différents secteurs en compétition.
L’optimum exige que la distribution des biens et des services soit progressivement améliorée en faveur du secteur le plus pauvre et le moins favorisé, sans compromettre l’efficacité de la répartition des ressources et sans diminuer les ressources totales, c’est-à-dire le volume global de la production. Cette double condition peut et doit être remplie.
Pour Adiseshiah, le pays sous-développé typique n’existait tout simplement pas. Il était convaincu que chaque pays sous-développé se trouvait dans une situation politique, sociale et économique particulière et que son mode de développement ne pouvait pas être déterminé a priori, mais seulement en fonction de cette situation. C’est ce qu’il montrait dans les programmes d’action pragmatiques figurant dans ses rapports sur les missions qu’il avait accomplies dans une centaine de pays. Le développement avait une spécificité propre à chaque pays. À mesure que sa carrière progressait à l’UNESCO et, quand il eut quitté l’UNESCO, à mesure que son programme d’activités en Inde s’accroissait, Adiseshiah s’intéressa de plus en plus aux questions opérationnelles plutôt qu’aux aspects théoriques du développement économique. Il avait coutume de dire sur un ton plus léger qu’il n’avait pas le temps de théoriser. C’est la raison pour laquelle on ne se souviendra pas de lui comme d’un théoricien à l’instar d’un Adam Smith, d’un Ricardo, d’un Karl Marx, d’un Marshall, d’un Keynes, d’un Rostow ou de tel autre grand économiste. Il s’en tint toujours à sa position selon laquelle une théorie ne pouvait rendre compte de toute la réalité, qu’elle en reproduisait seulement certains aspects qui paraissaient essentiels à son auteur. Pour lui, la théorisation n’allait pas sans une certaine sélectivité, alors qu’il préférait s’intéresser à la dynamique de la vie et de la société.
Certes, la notion de développement, qui a supplanté d’anciennes conceptions du bien-être, est universellement admise. Le développement fait aujourd’hui partie des objectifs des Nations unies. Pourtant, aucune doctrine officielle n’a été adoptée.
S’il fallait déceler un modèle théorique dont Adiseshiah aurait tiré les propositions en matière de développement qui lui paraissaient appropriées, ce serait celui, d’application générale, de « la priorité aux besoins essentiels ». Le principe premier de ce modèle est précisément l’idée qui lui fut, sa vie durant, la plus chère, à savoir que le développement économique ne se limite pas à la croissance, mais qu’il doit également aboutir à l’élimination de la pauvreté. Pour les tenants de cette doctrine, le développement optimal ne peut être atteint que par la répartition des ressources disponibles entre différentes utilisations rivales, de telle sorte que le revenu des travailleurs pauvres augmente et que les possibilités d’emploi s’accroissent. Il s’agit d’une croissance accompagnée d’un changement structurel.
Le modèle de « la priorité aux besoins essentiels » n’admet aucun arbitrage entre croissance et équité. Adiseshiah écrivait :
« Dans quelques-uns des pays pauvres, une sorte de fatalisme social est donc en train de se répandre ; on en vient à penser que le prix de la croissance économique est la disparité des revenus et que cette concentration des revenus entre les mains d’une petite minorité est nécessaire à l’augmentation de l’épargne. En fait, les disparités toujours plus grandes des revenus n’ont pas stimulé la croissance. Bien au contraire, elles l’ont fortement entravée et ont contribué à orienter les investissements vers la production de biens de luxe, ce qui a encouragé la corruption, l’évasion fiscale et les sorties de capitaux ».
Il avait constaté que la stratégie de l’industrialisation par le remplacement des importations suivie en Inde avait abouti à une convergence des pouvoirs économiques entre les mains d’un petit groupe de familles d’industriels. Cette concentration de capital avait eu pour résultat principal d’accentuer encore la disparité des revenus et d’élargir le domaine de la pauvreté. Aucun changement structurel n’avait été opéré dans les vastes régions rurales et on n’avait pas jeté les bases d’une croissance plus autonome. De ce fait, la concentration des ressources en capital dans la tranche supérieure des revenus, où l’élasticité de la demande était faible avait entraîné une limitation de la demande intérieure, et la stagnation s’en était suivie. 
Le deuxième principe du modèle de « la priorité aux besoins essentiels » est que la redistribution des ressources en direction des pauvres, en particulier dans les régions rurales, ouvre plus de perspectives aux aptitudes naturelles de la population locale qui ne sont guère mises en valeur dans un pays en développement. Son application n’entraîne pas seulement une augmentation de la production alimentaire, elle favorise aussi le développement des biens intermédiaires dans le pays.
La troisième implication de la « priorité aux besoins essentiels » est que le relèvement des revenus des travailleurs pauvres suscite une augmentation de la petite épargne. Bien que l’épargne unitaire soit faible, la base sera large et, selon Adiseshiah, le potentiel d’épargne total sera beaucoup plus important à long terme que dans le modèle de la concentration de capital. De plus, la participation des habitants des vastes zones rurales au processus de développement sera assurée, ce qui, plus que tout autre chose, jette des bases plus solides pour une croissance durable. Adiseshiah faisait observer, souvent en des termes extrêmement frappants, que l’importance accordée au remplacement des importations et à la tranche supérieure des revenus s’était traduite par des distorsions nuisibles de l’épargne et de l’investissement.
Dans la production d’articles destinés à remplacer les importations, ces pays ont pratiquement épuisé toutes les possibilités et, à l’abri de leurs barrières douanières, ils s’exposent au risque très réel de produire à grands frais des biens de mauvaise qualité. La protection douanière ne fait aujourd’hui que contribuer à élever leurs prix intérieurs. Voici une des tristes illustrations de cette tendance : en 1965, les pays pauvres ont dépensé 2,1 milliards de dollars de leurs ressources intérieures pour fabriquer des voitures et d’autres véhicules automobiles dont la valeur internationale ne représentait que 800 millions de dollars. Ce gaspillage de 1,3 milliard en une seule année, supérieur au montant total des sommes investies en vingt-trois ans par la Banque mondiale dans l’industrie, est un rappel brutal, s’il en était besoin.
Le modèle de la « priorité aux besoins essentiels » implique une dispersion du capital aboutissant à la restructuration de la demande intérieure tandis que le modèle du remplacement des importations se traduit par un renforcement du noyau capitaliste aboutissant à la concentration du capital. Les tenants de la première stratégie avancent que cette restructuration a pour conséquence de desserrer les deux contraintes dominantes inhérentes à l’industrialisation par remplacement des importations : celle de la demande intérieure et celle de la balance des paiements. En ce qui concerne la première, l’expansion d’un marché de masse homogène soutiendra davantage une demande intérieure favorisant une croissance à long terme plus rapide que la concentration d’une demande en expansion dans la tranche supérieure des revenus. Pour ce qui est de la contrainte relative à la balance des paiements, la croissance de la production agricole et l’essor d’une petite industrie de biens intermédiaires à forte intensité de main-d’œuvre permettent plus d’efficacité dans l’utilisation des terres, un moindre recours aux machines importées et une réduction des importations alimentaires et, par voie de conséquence, des économies de devises. Ces économies peuvent être utilisées pour de gros investissements à forte intensité de capital lorsqu’ils deviennent indispensables, de même que pour l’importation de produits essentiels. Ainsi sont jetées les bases plus efficaces d’une croissance durable. Les partisans de la théorie de la « priorité aux besoins essentiels » affirment qu’il est possible de combiner la croissance avec l’élimination progressive de la pauvreté dans des pays à économie de marché tels que Taïwan et la République de Corée, ainsi que dans des pays suivant la voie d’un développement à planification centralisée comme la Chine.
Adiseshiah avait grandi en Inde dans les années mouvementées qui précédèrent l’indépendance, époque où les combattants de la liberté professaient que l’impérialisme avait en quelque sorte parti lié avec le capitalisme. L’opposition à l’impérialisme se doublait ordinairement d’une hostilité au capitalisme. Reposant sur ces sentiments, le socialisme apparaissait dans presque toutes les sections de la nouvelle constitution de l’Inde. Les dirigeants de l’Inde indépendante voulaient des programmes de développement industriel pour progresser sur la voie du socialisme, et l’État acquit d’emblée la propriété d’un bon tiers de l’économie. 
L’économie mixte favorisa l’instauration de relations nouvelles qui permirent à des cartels familiaux de contrôler une fraction importante du secteur privé. Un petit nombre d’Indiens devinrent riches comme fabricants, grossistes et détaillants. Sans que cela eût été voulu, un type nouveau d’impérialisme au profit d’une minorité privilégiée avait été créé. Il n’y eut pas de changements structurels dans les régions rurales et l’agriculture demeura dans la plupart des cas une agriculture de subsistance. Les petites entreprises continuèrent à être dirigées par des entrepreneurs qui n’avaient guère accès au crédit et leur croissance fut encore freinée par tout un réseau de réglementations.
Il est tout à l’honneur d’Adiseshiah de n’avoir pas souscrit à l’idée que la seule possibilité morale et économique d’échapper à l’impérialisme était un système de type socialiste. Lorsque, dans ses fonctions à l’UNESCO, il s’occupa, pendant les années 1950 et 60, des pays nouvellement indépendants, il ne prétendit jamais que la seule voie qui leur était ouverte était le socialisme. Au demeurant, l’UNESCO considérait qu’il n’était pas souhaitable qu’une organisation internationale se mêlât des politiques nationales, car cela aurait fait peser sur elle un fardeau insupportable. En sa qualité de fonctionnaire international, Adiseshiah n’intervint pas dans les polémiques sur les mérites relatifs de tel ou tel type d’organisation politique, mais il se consacra à la question plus vaste du développement et à l’application de techniques appropriées pour parvenir à une croissance durable et à l’élimination de la pauvreté.
Il serait donc erroné de vouloir placer tous les éléments importants des idées d’Adiseshiah sur l’économie du développement sous la rubrique d’un système particulier d’organisation politique. Un souci excessif de la classification risque de conduire à la rigidité intellectuelle la plus stérile. 
Le refus d’adopter des positions partisanes se manifesta en diverses circonstances lorsque Adiseshiah évaluait les conditions opérationnelles dans les nouveaux pays en développement. Son travail à l’UNESCO l’amena à brosser un vaste tableau où, avec des variantes innombrables dans le dessin et la composition, il dépeignait le cercle vertueux de la croissance. Des modèles théoriques, des concepts et des techniques d’analyses spécifiques, initialement élaborés dans un cadre socio-économique et dans un contexte particuliers, étaient empruntés par lui à une perspective opérationnelle pour être adaptés aux objectifs d’une autre. Il avait exprimé cette position apolitique en ces termes : C’est là une condition (optimum) qui peut être rendue générale quelle que soit la structure politique ou économique envisagée. Si elle peut être satisfaisante par le libre jeu du marché, c’est cette solution qui est indiquée ; si elle ne peut l’être que par l’appropriation et la gestion publiques, il faudra recourir à ce moyen. Entre les deux, il existe de nombreuses formes possibles d’intervention qui doivent faire partie de l’arsenal des techniques de planification.

## L'éducation au service du développement
Sans se préoccuper par trop de théorisation, Adiseshiah se devait de développer une argumentation plausible en faveur de la contribution à la croissance économique de l’éducation qu’il jugeait primordiale. La question fondamentale était de savoir si un investissement dans l’éducation, qui pourrait porter ses fruits pendant la durée d’un prêt à long terme, contribuerait davantage, ou au moins autant à la production nationale, qu’un investissement équivalent dans une fabrique d’engrais ou une aciérie. Adiseshiah n’était pas le premier économiste à vouloir répondre à cette question. D’autres avant lui avaient étudié le rôle de l’éducation dans le développement économique. Il n’a jamais prétendu avoir innové en la matière et a même cité S. G. Stroumiline, qui pourrait être considéré comme le premier à avoir présenté une argumentation théorique à ce sujet : « Ce paramètre a été défini de manière particulièrement frappante par l’économiste soviétique Stroumiline dans une communication adressée à Lénine en 1919, alors que l’Union soviétique s’apprêtait à lancer son premier grand programme d’industrialisation. Stroumiline avertissait Lénine que le vaste réseau hydro-électrique dont il dressait les plans, les énormes entreprises industrielles qu’on s’apprêtait à lancer, les aciéries, les fabriques de machines-outils et même les exploitations agricoles mécanisées ne pourraient pas fonctionner normalement si l’enseignement ne bénéficiait pas d’un investissement équivalent. Stroumiline se fondait, pour formuler cette conclusion, sur des études montrant qu’en Union soviétique une instruction primaire permettait à un travailleur d’accroître son rendement et son salaire de 79 % ; l’accroissement passait à 235 % dans le cas de l’instruction secondaire, et atteignait 320 % pour les études supérieures. On notera que cette corrélation entre l’instruction, la productivité et le revenu a été établie, en Union soviétique, à une époque où l’économie de ce pays était encore largement sous-développée et principalement agricole, donc assez semblable à l’économie actuelle de l’Asie, de l’Afrique et de l’Amérique latine ».
D’autres études ont été faites dans les années 1950 et 1960, en particulier aux États-Unis, et pour la plupart au niveau micro-économique. 
Au poste clé qu’il occupait alors dans la communauté internationale, Adiseshiah tira pleinement parti de ces études sur le rapport entre éducation et revenu pour y trouver des arguments à l’appui de politiques destinées à augmenter les dépenses consacrées à l’éducation formelle et non formelle. Malgré la lourde charge de son travail à l’UNESCO, il trouva le temps de faire lui-même quelques études qu’il qualifiait de recherches de bureau. Par exemple, à partir de données tirées des Annuaires statistiques de l’UNESCO, il dressa des tableaux comparatifs des taux de scolarisation, des dépenses d’éducation et des taux de croissance du revenu par habitant dans les différentes régions du monde pour la période 1950-1965.
Les recherches de bureau d’Adiseshiah sur les aspects économiques de l’éducation dans le contexte plus large du revenu national par habitant dénotaient la démarche propre au planificateur de l’éducation. Il devait nécessairement supposer l’existence de coefficients fixes entre les résultats de l’éducation et le revenu, dont découlaient des coefficients fixes entre le revenu et les différents niveaux d’éducation : primaire, secondaire et tertiaire. Il ne prétendait pas faire ainsi une mesure économétrique précise de la contribution de l’éducation au taux de croissance. Il affirmait seulement que certaines normes pouvaient être déduites des données qui fournissaient « des indices commodes pour des observations sur le rapport qui existe entre l’investissement dans l’éducation et la totalité des ressources nationales ».
Pendant la période où il travaillait à temps complet à l’UNESCO, dans les années 1950 et 1960, Adiseshiah ne pouvait pas entreprendre d’études micro-économiques sur les effets de l’éducation. Mais, comme on l’a indiqué plus haut, beaucoup d’études de ce genre furent entreprises au cours de cette période par des économistes dans les universités et les institutions de recherche, et Adiseshiah en tira pleinement parti pour promouvoir la cause de l’éducation. Cet ensemble impressionnant de recherches avait prouvé que l’accroissement de la productivité des personnes et de la rentabilité des entreprises était imputable à l’éducation, aux investissements dans les établissements scolaires et les universités ainsi qu’aux programmes d’éducation des adultes, d’alphabétisation et de formation professionnelle.
D’autres chercheurs, après avoir soustrait la contribution du travail et du capital au produit national brut, avaient obtenu un facteur résiduel substantiel qu’ils avaient qualifié de « mesure de notre ignorance ». Malgré les difficultés rencontrées pour isoler et quantifier les différents
éléments constituant ce résidu, ils avancèrent néanmoins qu’il se composait essentiellement d’apports éducatifs. Ce « résidu » donna lieu à une littérature pléthorique et Adiseshiah reconnût qu’il posait des problèmes fondamentaux de mesure.
Le résidu est en fait un terme qui recouvre l’inconnu et sert à édulcorer l’aveu de notre ignorance. C’est le fourre-tout dans lequel on trouve, outre l’éducation, des facteurs aussi divers que les modifications de la gamme des produits, la formation professionnelle et la santé publique, la recherche fondamentale et appliquée, les économies d’échelle et les changements structuraux, autant d’éléments qui entrent dans la composition du résidu.
Il reste à mettre au point des instruments permettant d’analyser ce résidu pour isoler l’apport de chacun de ces nombreux éléments avant de pouvoir isoler et quantifier la contribution de l’éducation au développement économique.
De plus, les économistes se laissaient parfois aller à englober de nombreux aspects du comportement humain sous le terme général d’éducation. Ils utilisaient ce mot pour désigner un facteur englobant toutes sortes d’éléments, parmi lesquels il devenait impossible de distinguer l’apprentissage sur le tas de la pratique traditionnelle de métiers spécialisés ou bien encore d’un apprentissage par osmose au contact de l’environnement.
Malgré la persistance de ces limitations théoriques, Adiseshiah répondit à la question fondamentale de savoir quelles étaient les tactiques socio-économiques le mieux conçues pour assurer le développement durable d’une société rurale traditionnelle. Il était fermement convaincu que la condition préalable était d’améliorer l’éducation et la santé, parce que celles-ci développaient dans d’énormes proportions les dimensions et la force de la base économique.
Malgré ces difficultés, compte tenu des divers modes d’approche que je viens d’indiquer et de la masse considérable de données que les recherches ont déjà permis d’accumuler, on ne peut, je crois, manquer de conclure que l’éducation est un agent essentiel de promotion du développement économique. En fait, je pense qu’aucun autre facteur pris isolément n’est capable de rompre le cercle vicieux : faibles revenus, faibles investissements, faible production, faibles revenus, qui enserre les pays en voie de développement.
Adiseshiah choisit d’être à la fois un économiste et un éducateur et il se tenait prêt en cette journée historique du 14 août 1949 où le Conseil économique et social des Nations unies adopta une résolution portant création du Programme élargi d’assistance technique. Ainsi commença l’ère nouvelle d’une assistance internationale planifiée aux pays en développement. Comme on l’a déjà indiqué, cette assistance s’accrut pour donner naissance au Programme des Nations unies pour le développement, et Adiseshiah joua un rôle éminent dans la décision d’allouer à l’éducation une grande partie de ces fonds destinés au développement. D’un montant de 1 075 454  dollars en 1950-1951, la part de l’UNESCO était passée à 10 143 861  dollars pour les allocations du Programme élargi et à 26 073 904  dollars pour les allocations du Fonds spécial lorsque Adiseshiah quitta l’Organisation en 1970.
Obtenir des fonds de la Banque mondiale pour l’éducation ne fut pas aussi aisé ni rapide. Le Conseil des gouverneurs n’était guère enclin à s’engager dans le « domaine délicat de l’éducation ». La Banque mondiale avait commencé officiellement ses opérations en 1946, en se concentrant d’abord sur les secteurs de l’énergie et des transports et en étendant ensuite son action à l’agriculture et à l’industrie. Pendant près de vingt ans, on pensa que, avec un apport important de techniques et beaucoup d’argent, on réunissait tous les éléments nécessaires à l’élimination de la pauvreté. 
L’importance de l’éducation pour l’absorption de la technologie et l’amélioration de la productivité du capital était méconnue. Ce fut dans ce cadre bien circonscrit de la Banque mondiale qu’Adiseshiah fit connaître la conception officielle de l’UNESCO selon laquelle il existe un rapport direct entre l’éducation et une croissance économique durable. Les banquiers furent finalement convaincus que l’éducation méritait des crédits et que des projets intéressant l’éducation pouvaient faire l’objet d’opérations bancaires. Les premiers prêts à l’éducation furent faits en 1962, avec un crédit à moyen terme accordé à la Tunisie. Aujourd’hui, la Banque mondiale, dont le personnel comprend une majorité d’économistes qui prennent leurs décisions en fonction de l’efficacité, c’est-à-dire de la rentabilité des investissements, a fait de l’éducation un secteur de pointe de son programme de prêts.
Dans les pays sous-développés comme, par exemple, le Brésil, l’Inde ou la République arabe unie, l’éducation stimule le développement d’abord et surtout par ses effets sur l’infrastructure socioculturelle. Elle influence, modifie et façonne les institutions sociales et culturelles. Elle encourage les attitudes individuelles d’intégrité et d’efficacité et les attitudes collectives de rationalité et de coopération. Elle fournit un moyen de réduire le chômage et le sous-emploi massifs et de modifier les régimes fonciers peu favorables à la productivité. Elle multiplie les institutions qui diffusent les connaissances, favorisent les innovations et élargissent les possibilités de choix. Elle influe sur les organismes locaux et centraux du pouvoir. Elle éveille la pensée et l’imagination. Elle insuffle un espoir lucide et la ferme détermination de forger un avenir différent du passé [...]. Ce que j’ai voulu souligner c’est que, par son influence sur l’infrastructure socioculturelle, l’éducation joue dans ces pays un rôle encore plus important, plus direct et, à long terme, plus déterminant.
Adiseshiah déclara avec clarté et énergie dans les instances internationales qu’une croissance matérielle négligeant le facteur humain n’était tout simplement pas assez productive et ne pouvait maintenir son élan initial. Seule l’éducation permettait d’effectuer les changements structurels indispensables à une croissance durable. Adiseshiah reconnaissait à l’éducation non seulement le caractère d’un bien de consommation individuel destiné à préparer à l’exercice d’un métier, mais également celui d’un instrument de développement national et d’un important investissement dans l’avenir d’une nation.

## Quelle éducation?
L’éducation doit elle-même être un facteur d’évolution sociale et de progrès technologique tout en continuant à assurer la transmission du patrimoine culturel. Elle doit préparer de mieux en mieux à l’entrée dans la vie professionnelle, alors que, sur le marché du travail, la concurrence est de plus en plus âpre, qu’on exige une formation toujours plus diversifiée et que les connaissances spécialisées sont dépassées avant même qu’on ait pu les dominer parfaitement. Enfin, l’éducation doit permettre de concilier les besoins sociaux et économiques en rapide évolution de la société, et les aspirations nouvelles de l’individu. Parallèlement, elle doit continuer à jouer son rôle traditionnel : former le caractère, réaliser un juste équilibre entre la formation et le savoir scientifique et technique, d’une part, et les valeurs humaines, éthiques et culturelles, d’autre part, aider l’élève à acquérir le sens de l’effort à accomplir et à percevoir l’unité et les réalités éternelles, sous-jacentes à l’extrême diversité et à la transformation de plus en plus rapide.
Dans l’esprit d’Adiseshiah, il était bien clair que le concept et les buts de l’éducation devaient refléter les valeurs et les normes de la société. Parallèlement, il soulignait que l’éducation était une manifestation d’intention : elle implique un programme d’apprentissage dont l’intention est que certains buts et objectifs soient atteints. Ce qu’il fit au niveau du macrocosme social et politique fut de rechercher quel type d’enseignement il fallait dispenser pour que celui-ci fût à la fois substantiel et cohérent, compte tenu de ses valeurs. Partant des valeurs d’une société donnée, il se demandait quelle sorte de résultats l’éducation devrait obtenir pour qu’ils soient considérés comme générateurs de progrès.
Au cours des années 1950 et 1960, Adiseshiah fut en rapport avec un grand nombre de gouvernements à valeurs sociales et politiques, à orientations et à institutions extrêmement différentes. Le rapport de la Commission Pearson décrivait cette période comme suit :
« Après la seconde guerre mondiale, plus de soixante nouveaux États ont officiellement accédé à l’indépendance en quinze ans. Leur affranchissement de la domination étrangère s’est accompagné d’une prise de conscience politique croissante et d’un désir de modernisation et de progrès. Ils ont abordé l’indépendance politique avec le handicap d’une extrême pauvreté, un faible acquis de capitaux ou d’expérience de l’industrialisation et un sens assez vague des complexités qui s’attachent à une transformation rapide de la société et de l’économie [...]. Le monde n’a jamais, ou rarement, connu et assimilé des mutations politiques d’une telle envergure en si peu de temps ».
Dans les anciennes colonies britanniques, telles que l’Inde, dominées par les valeurs d’Oxford et de Cambridge, l’éducation avait pour objet de former des dirigeants, et certainement pas de réduire les inégalités. Les Britanniques avaient ainsi des écoles de grande qualité alimentant les universités dont les diplômés accédaient à des postes de direction. Les écoles traditionnelles de village perdaient leur raison d’être et disparaissaient, entraînant une extension massive de l’analphabétisme. En revanche, les Français mettaient l’accent sur la culture française et sur leur « mission civilisatrice ». L’éducation était en effet, dans leurs colonies, le processus par lequel on devenait français socialement et culturellement. Pour les ressortissants des pays francophones, le droit à l’éducation comprenait le droit d’être français.
Dans d’autres traditions coloniales, comme celle du Portugal, les objectifs de l’éducation étaient encore plus étroits, fondés en général sur certains progrès économiques mineurs, tels que l’accès aux emplois les plus modestes. Beaucoup de ces pays accédèrent à l’indépendance au cours des années 1960, sans avoir plus de dix titulaires de diplômes universitaires.
Adiseshiah se mit en devoir d’aider les nouvelles nations à changer les données du problème. Dès le début, il aida les pays en développement à fixer des critères d’excellence correspondant à leurs besoins. Et il y travailla sans relâche. René Ochs, qui fut aux côtés d’Adiseshiah au Département de l’assistance technique de l’UNESCO dès ses débuts en 1950, écrivait :
« C’était le temps où, entre deux voyages autour du monde, qui l’avaient mené successivement dans vingt-cinq pays — visitant en jeep ou à dos de mulet des projets mis en œuvre dans des zones reculées, interrogeant chaque expert, visitant les écoles, assistant à des cérémonies officielles et signant des accords, expliquant les procédures et convoquant les ministres à minuit à la passerelle de son avion pour leur communiquer ses demandes — il revenait épuisé par les décalages horaires, les changements de climat et de nourriture et les nuits sans sommeil, mais ne reconnaissait jamais qu’il était fatigué ; au contraire, il était plein d’une expérience et d’histoires nouvelles, d’idées neuves et de plans inédits. Son entrain, son ingéniosité et son enthousiasme qui balayaient tous les obstacles, galvanisaient tout le monde, y compris ses partenaires d’autres institutions et les représentants des gouvernements ».

## La planification de l'éducation
Adiseshiah faisait souvent remarquer que sa plus grande responsabilité à l’UNESCO était de coopérer avec les ministres de l’éducation. Il savait parfaitement que les problèmes de l’éducation étaient étroitement liés aux questions politiques, économiques et sociales. Aussi l’aide la plus précieuse qui pouvait être fournie consistait-elle à soutenir ceux qui constituaient un élément permanent du paysage de l’éducation dans les pays du tiers monde, les dirigeants qui misaient le plus gros sur l’avenir de leur pays, afin qu’ils fussent incontestablement les maîtres de leur propre développement. 
Pour Adiseshiah, la priorité absolue était de susciter à l’échelon local une prise de conscience de la contribution vitale que l’éducation apporte au développement, puis d’aider les nationaux à déterminer les cibles et objectifs de l’éducation qui étaient socialement nécessaires et culturellement harmonieux et de leur fournir les conseils techniques qui leur permettraient d’appliquer des principes rationnels de planification pour maximiser les avantages et minimiser les coûts. Au sujet de la nécessité d’une approche endogène de la planification de l’éducation, Adiseshiah écrivait :
« En fait, pour déterminer le montant des crédits qu’il conviendrait d’allouer à l’éducation, il faut tenir compte des buts de la politique nationale et des objectifs du développement tels qu’ils figurent dans les plans ou programmes nationaux, les méthodes habituelles de calcul économique servant surtout de contre-épreuve. La planification nationale en tant que mode d’élaboration des objectifs et des moyens de les atteindre est généralement acceptée aujourd’hui dans tous les pays, et c’est à la lumière de ces programmes qu’il est possible d’établir des plans sectoriels pour l’éducation et de déterminer le montant des ressources qu’il est souhaitable de lui allouer. Pour calculer les ressources à consacrer à l’éducation et pour définir la place de cette dernière dans le développement économique d’un pays, il faut donc tout d’abord qu’il existe un plan ou un programme national ».
Dans les années 1960, la planification de l’éducation ouvrait une nouvelle phase de la coopération internationale. Avec sa connaissance de l’économie, constamment renouvelée et enrichie grâce à l’habitude qu’il avait prise de longue date d’étudier des documents d’information auxquels l’UNESCO avait exceptionnellement accès, Adiseshiah était reconnu comme une autorité en matière de planification de l’éducation, et ses avis et son concours étaient largement sollicités. Il décida, le moment venu, que les pays en développement devraient mettre en commun leurs compétences nouvellement acquises en vue d’élaborer et d’adopter des plans régionaux d’éducation. C’est à Karachi, en 1959, que fut ainsi adopté pour la première fois un plan régional pour le développement de l’enseignement primaire en Asie. 
Son succès amena Adiseshiah à organiser à Addis-Abeba, pour l’Afrique, une Conférence régionale des ministres de l’éducation et des ministres chargés de la planification, une autre pour les États arabes (Décisions de Beyrouth) et une autre encore pour l’Amérique latine (Déclaration de Santiago). Ces conférences ministérielles devinrent un élément central des activités de programme de l’UNESCO et se tinrent tous les quatre ans dans chaque région.
Le développement endogène exigeant la formation de nationaux, Adiseshiah fut à l’origine de la création par l’UNESCO à Paris, en 1963, de l’Institut international de planification de l’éducation (IIPE) avec le soutien financier et matériel de la Banque mondiale, de la Fondation Ford et du gouvernement français. L’IIPE dispense une formation du genre séminaire, organise des cours de formation intensive au niveau national et possède un remarquable centre de documentation avec une collection de plus de 33 000 titres : livres, rapports, comptes rendus de recherche et autres publications largement diffusées sur la planification de l’éducation.  
« Si vous allez dans n’importe quel État membre, vous trouverez au Ministère de l’éducation une unité de planification, un organe de planification ou un mécanisme de planification à la tête duquel se trouve un homme ou une femme formé à l’IIPE ».
Il était juste que, après avoir pris sa retraite de l’UNESCO, Adiseshiah ait été élu en 1981 président du Conseil d’administration de l’IIPE, le premier qui fût originaire du monde en développement, et qu’il ait été réélu en 1986 pour un second mandat de cinq ans.
Par ailleurs, sous sa direction, le MIDS entreprit une étude commandée par le Conseil indien de recherche en sciences sociales sur le « développement de l’éducation au Tamil Nadu (1976-1986) ». Cette étude a donné lieu à trois publications, qui ont toutes paru sous la direction d’Adiseshiah : Towards a learning society — a plan for development of education, science and technology in Tamil Nadu for 1976-1986 [Vers une société étudiante : plan pour le développement de l’éducation, la science et la technique dans le Tamil Nadu pour 1976-1986] ; Towards a functional learning society — a plan for non-formal education in Tamil Nadu [Vers une société étudiante fonctionnelle : plan pour l’éducation non formelle dans le Tamil Nadu] et Backdrop to the learning society — background papers to the education plan for Tamil Nadu [Toile de fond de la société étudiante : documents d’information pour le plan d’éducation en faveur du Tamil Nadu]. L’ensemble constituait le plan prospectif d’éducation pour l’État du Tamil Nadu.

## L'éducation des adultes[22]
Adiseshiah a été très actif dans le domaine de l’éducation des adultes. Selon ses propres termes : « L’éducation des adultes est indispensable pour mener à bien et exécuter des programmes de développement axés sur une meilleure répartition des revenus, et l’instauration d’une société plus juste et plus équitable ».
Il considérait l’Inde rurale comme une région fourmillant de gens qui, outre leur aptitude innée à survivre, ont des capacités productives beaucoup plus grandes que celles qu’on exploite actuellement chez eux. Le problème tenait à l’analphabétisme massif des adultes dans les zones rurales. Dans ces conditions, il apparaissait clairement à Adiseshiah que la priorité absolue devait être donnée à l’amélioration de l’éducation et de la santé, condition préalable de l’expansion de la production agricole. Il écrivait : « L’éducation des adultes est l’instrument qui convient pour que le paysan et les masses rurales relèvent leur niveau de vie ». Un programme massif d’éducation des adultes était à ses yeux de la plus haute importance pour tout développement vraiment complet de l’économie indienne.
Après avoir regagné l’Inde en 1971, il ne fit pas seulement paraître des ouvrages sur l’éducation des adultes face aux inégalités et, comme on l’a dit plus haut, le livre intitulé Towards a functional learning society, il joua aussi un rôle de premier plan dans la mise en œuvre de l’éducation des adultes. Pendant deux décennies, il présida le Conseil de l’éducation permanente et de l’éducation des adultes du Tamil Nadu, et le Centre de documentation de l’État a été nommé « Adiseshiah Bhavan » en hommage à son dévouement et à son intégrité intellectuelle. Au niveau national, il fut le président de la Commission indienne d’éducation des adultes ainsi que du Comité permanent pour l’éducation des adultes de la Commission des bourses universitaires. Au niveau international, il fut très longtemps président du Jury des prix internationaux d’alphabétisation de l’UNESCO et présida le Conseil international d’éducation des adultes.

## Sources
- Tout ou partie de ce texte est issu du Bureau international d'éducation, 
  - voir [PDF] Perspectives : revue trimestrielle d’éducation comparée (Paris, UNESCO : Bureau international d’éducation), vol. XXV, no 3, septembre 1995, p. 585-604., dont l'auteur est Eric Prabhakar
- L'UNESCO racontée par ses anciens, l'importance de Malcolm Adiseshiah, p. 88